# Festningsporten
Festningsporten (norwegisch für Festungstor) ist eine vereiste Scharte im ostantarktischen Königin-Maud-Land. Im Mühlig-Hofmann-Gebirge liegt sie inmitten der Nordflanke des Ruhnkeberg und führt zu dessen flachem Gipfel.
Norwegische Kartografen, die der Scharte auch ihren Namen gaben, kartierten sie anhand von Vermessungen und Luftaufnahmen der Dritten Norwegischen Antarktisexpedition (1956–1960).